# Bryggeri
Et bryggeri er en fabrik der fremstiller øl og består traditionelt af malteri, bryghus, gæringsrum, lager, tapperi og øllager.
Der er brygget øl siden 4000 f.Kr. i Babylon. I middelalderen forbedrede munkene i Europa ølbrygningen og lagde dermed grundlaget for industriel ølproduktion.
Indtil ca. 1840 blev der kun produceret overgæret øl, men efter at Carlsberg bryggeri gjorde produktionen af undergæret øl mulig, blev denne metode også anvendt af de andre bryggerier. 